# قائمة البعثات الدبلوماسية في ناورو

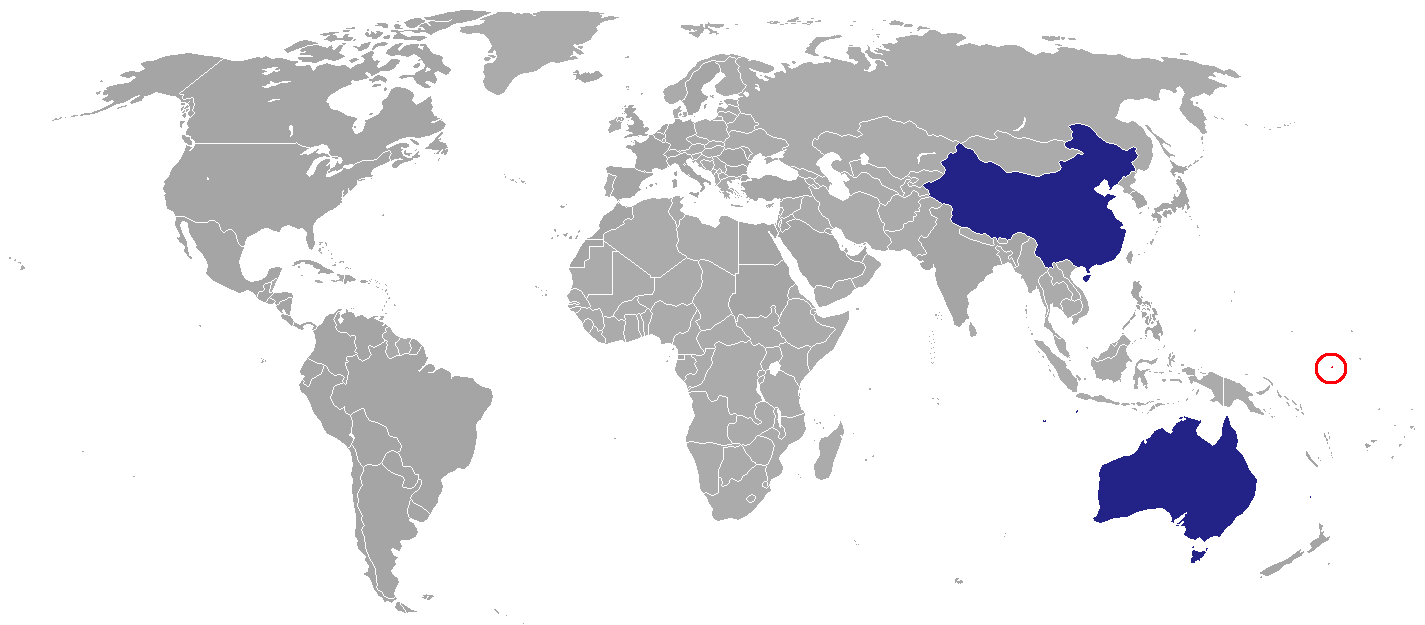
البعثات الدبلوماسية في ناورو

هذه قائمة بالبعثات الدبلوماسية في ناورو. نظرًا لأن حكومة ناورو لا تحتفظ بموقع ويب مخصص للشؤون الخارجية، فقد تم جمع المعلومات الواردة في هذه الصفحة من المواقع الإلكترونية لوزارات الخارجية المعنية. عاصمتها ضاحية يارين وهي لا تستضيف أي سفارة.

## السفارات / اللجان العليا

### أييو
- أستراليا[1]
- تايوان[2]

## النواب
- أوسيتيا الجنوبية [3][4]

## سفارات غير مقيمة / مفوضيات عليا
- الجزائر (كانبرا)
- النمسا (كانبرا)
- أفغانستان (كانبرا)
- بلجيكا (كانبرا)
- بنين (طوكيو)
- البرازيل (كانبرا)
- بروناي (كانبرا)
- الصين (سوفا)
- كوت ديفوار (طوكيو)
- جمهورية إفريقيا الوسطى (بانغي)
- كندا (كانبرا)
- كولومبيا (طوكيو)
- جمهورية التشيك (مانيلا)
- الدنمارك (كانبرا)
- مصر (طوكيو)
- فنلندا (كانبرا)
- فرنسا (سوفا)
- ألمانيا (كانبرا)
- غينيا (طوكيو)
- غانا (طوكيو)
- هايتي (طوكيو)
- هندوراس (طوكيو)
- الهند (سوفا)[5]
- إندونيسيا (سوفا)
- إيران (طوكيو)
- إيرلندا (كانبرا)[6]
- إسرائيل (غير مقيم في القدس)
- إيطاليا (كانبرا)
- العراق (طوكيو)
- الأردن (طوكيو)
- جامايكا (طوكيو)
- اليابان (سوفا)
- الكويت (طوكيو)
- كينيا (كانبرا)
- قرغيزستان (طوكيو)
- لاوس (طوكيو)
- ليبيا (طوكيو)
- ليسوتو (طوكيو)
- لبنان (طوكيو)
- ليتوانيا (طوكيو)
- مالي (طوكيو)
- جزر المالديف (طوكيو)
- ماليزيا (سوفا)
- نيكاراغوا (طوكيو)
- النرويج (كانبرا)
- هولندا (كانبرا)
- نيوزيلندا (سوفا)
- باكستان (طوكيو)
- البرتغال (كانبرا)
- بولندا (كانبرا)
- الفلبين (كانبرا)
- روسيا (كانبرا)
- صربيا (طوكيو)
- جنوب إفريقيا (كانبرا)
- سيراليون (سول)
- السعودية (كانبرا)
- كوريا الجنوبية (سوفا)
- السودان (طوكيو)
- تايلاند (كانبرا)
- توغو (طوكيو)
- تركمانستان (طوكيو)
- تركيا (كانبرا)
- تونس (طوكيو)
- طاجيكستان (طوكيو)
- المملكة المتحدة (سوفا)
- الولايات المتحدة (سوفا)
- الإمارات العربية المتحدة (طوكيو)
- أوزبكستان (طوكيو)
- فيتنام (كانبرا)
- اليمن (كانبرا)
- زامبيا (طوكيو)
- زيمبابوي (طوكيو)